# 吉村功
吉村 功（よしむら いさお、1941年1月25日 - ）は、日本のフリーアナウンサー。元東海テレビ放送アナウンサー。
東京都中野区出身。東京都立大泉高等学校を経て、早稲田大学政治経済学部卒業。現在は岐阜県に在住。岐阜経済大学経営学部情報メディア学科非常勤講師。

## 人物・履歴
少年時代、当時の自宅の近くにあった上井草球場にプロ野球の試合を観に行っていたことがあるが、ある日東急フライヤーズが来た時に、本人曰く大下弘が捨てた鼻紙を目指して吉村を含む大勢の子供たちが殺到、結局他の子に取られてしまったことで、「プロ野球に係われる仕事に就く。それなら、いつか選手と親しくなれる」とこの時子供心に誓ったという。元々アナウンサーに強い憧れを持っていたわけではなかったが、なぜアナウンサーになったのかを振り返ると「これが大きな意味を持っていたのではないか」と感じていると話している。就職活動の時も先にある保険会社から内定をもらっていたが、このままでいいのかなと落ち着かなかった時に、名古屋に住んでいた兄から東海テレビでアナウンサーを募集しているという話を聞き、「『プロ野球ニュース』の仕事も出来るかな」と漠然と思いながら試験を受け、合格する。
1963年、東海テレビに入社。東海テレビではスポーツ中継担当のアナウンサーとして、プロ野球・中日ドラゴンズ戦や名古屋国際女子マラソン、プロボクシング・ファイティング原田世界タイトル戦の中継の実況、『プロ野球ニュース』、競馬中継などを担当した。放送席やリポート先で自身がカメラに映る際に、必ず肘をついて喋るのがトレードマークだった。
1974年の日本シリーズ第2戦や1988年10月7日の中日ドラゴンズの優勝決定試合（ヤクルトスワローズ戦）、1994年10月8日の中日ドラゴンズvs読売ジャイアンツ（通称10.8決戦、同年セントラル・リーグ公式戦最終試合、勝利チームがリーグ優勝となった－後述）、1999年9月30日の中日ドラゴンズの優勝決定試合（ヤクルトスワローズ戦）などの実況を担当した。
1996年5月には、2000メートルのGIIから1200メートルのGIに昇格して最初の高松宮杯（現・高松宮記念）の実況を担当、それが初のGI実況だったという。その時の年齢は55歳で、あと数年で定年という年齢になって初めてGIを担当したという例は彼を含めてあまり無い。競馬中継も長く担当していたことから、地元マスメディアの競馬記者で作る記者クラブの会友となっている。
定年を迎えた2001年からは、子会社東海テレビプロダクションに移籍して引き続き「東海テレビアナウンサー」の肩書きで残り、2004年度末に退職。引退しようと思っていたが、自宅がある地元の岐阜放送代表取締役会長・杉山幹夫から「番組をやらないか」と直々に声をかけられたのがきっかけで、フリーとしてアナウンサーの仕事を継続した。岐阜放送ラジオで毎週月曜18:30 - 20:00放送の番組『吉村功のスポーツ・オブ・ドリーム』でパーソナリティを務めている。また、2006年までは東海テレビがJ SPORTS向けに制作する野球中継の実況などを行い、同年9月の山本昌のノーヒットノーラン達成試合も実況した。東海テレビで放送される地上波中継からは、2005年9月6日の中継にて卒業したが、旧知の仲である星野仙一が解説者として駆けつけている。
2009年からは岐阜経済大学の非常勤講師を務め、ナレーション、プレゼンテーション技法を指導している。
2017年には、初の著書『アナウンサーは足で喋る』（桜山社）を出版した。

### 10.8決戦実況
東海テレビは1994年10月6日から9日まで同局主催で行われるゴルフトーナメントの東海クラシックの中継に人員を割くため、当初、同月8日の野球試合は録画中継で対応する予定であったが、この試合で優勝決定となる可能性が高まった6日の夕方に急遽生中継が決定。吉村は東海クラシックで10月8日と9日の実況を担当する予定であったが、3日目の実況を後輩の植木圭一と交代して「10.8決戦」の実況に臨んだ。ただ、9日の実況は当初の予定通り吉村が担当したため、吉村は野球とゴルフの両方の実況準備の為、生中継が決まった6日から2日間ほとんど睡眠がとれず、また8日の午前中も東海クラシックの会場である三好カントリー倶楽部で取材をした後で14時過ぎにナゴヤ球場に入ったという（試合開始:18:00）。さらに吉村は「10.8決戦」の実況を終えた後も名古屋市内のホテルで翌日の東海クラシックの実況の準備をしていたが、そのホテルが巨人の名古屋遠征時の定宿のホテルであったため、祝勝会の様子を見に降りていくとそこで落合博満と遭遇。吉村の部屋の番号を聞いた落合は祝勝会終了後に吉村の部屋を訪れて30分ほど2人で飲んだといい、その去り際に「勝ってよかった。もし、負けていたら俺は巨人を辞めるつもりだった。勝って本当に良かった。明日頑張って。」と言い残したという。

## 現在の出演番組
ぎふチャン（岐阜放送）
- 吉村功のスポーツ・オブ・ドリーム（ラジオ）
- ぎふオンライン（テレビ）
- ツアー・オブ・ジャパン 美濃ステージ・特別番組（リポーターとして出演、テレビ）

その他
- 愛知大学野球リーグ中継（東海テレビプロダクション移籍後〜。スターキャット・東海ケーブルチャンネル）

## 過去の出演番組
- 東海テレビの各種スポーツ中継（プロ野球・中日ドラゴンズ戦、競馬、名古屋国際女子マラソン、ゴルフ・東海クラシックなど）
- ふるさと紀行 (ナレーション担当)
- J SPORTS STADIUM（実況担当、不定期。東海テレビ制作裏送り。2006年まで）
- 三重テレビナイター（実況担当、不定期。東海テレビ制作裏送り。2006年まで）
- プロ野球ニュース（地上波時代、結果報告）
- 吉村功のスポーツミニッツ（『らぶらぶワイドぎふTODAY』内コーナー、岐阜放送テレビ）
- スポーツぎふじるし!（夕がた屋テ!内コーナー、岐阜放送テレビ）
- スポーツ100％（ぎふチャンワイド タワー43内コーナー、岐阜放送テレビ）
- 夏の高校野球・岐阜大会実況担当（2007年〜2019年、岐阜放送テレビ。2014年からはラジオも担当）

## 主な実況歴

### GI級レース
- 高松宮杯（1971年～1978年, 1980年～1992年, 1994年～1996年）※GI昇格前も含む。
- 宝塚記念（1980年）

### その他
- きさらぎ賞（1971年, 1973年〜1982年, 1984年～1986年）
- 京都記念 (春)（1980年）
- 阪神大賞典（1991年）
- 中日新聞杯（1973年〜1978年, 1982年, 1985年, 1986年, 1992年, 1999年）
- 中京記念（1973年〜1978年, 1981年, 1982年, 1985年, 1988年, 1990年, 1992年, 1995年～1997年）
- マイラーズカップ（1991年, 1994年）
- 報知杯4歳牝馬特別（1994年）
- 金鯱賞（1974年〜1978年, 1980年〜1982年, 1984年, 1986年, 1988年～1992年, 1994年, 1995年, 1997年）
- 中日スポーツ賞4歳ステークス（1992年）
- 朝日チャレンジカップ（1979年, 1990年, 1991年, 1994年）
- サファイヤステークス（1991年）
- 神戸新聞杯（1979年, 1990年, 1991年, 1994年）
- セントウルステークス（1990年, 1991年）
- 京都新聞杯（1979年）
- 京都牝馬特別（1979年）
- CBC賞（1973年〜1978年, 1980年～1987年, 1989年～1991年, 1994年, 1996年）
- 愛知杯（1973年〜1978年, 1982年, 1985年, 1987年～1996年, 1998年）
- ウインターステークス（1984年, 1986年, 1988年, 1992年）